# Iron Man (nhạc phim)
Iron Man: Original Motion Picture Soundtrack là album nhạc phim của phim điện ảnh Người Sắt năm 2008, với phần nhạc do Ramin Djawadi sáng tác. Nhạc phẩm do Hans Zimmer hợp tác sản xuất với Remote Control Productions và do hãng đĩa Lions Gate Records phát hành vào ngày 29 tháng 4 năm 2008.
Djawadi gia nhập phim thay thế John Debney, cộng tác viên với đạo diễn Jon Favreau sau khi ông chưa sẵn sàng. Nhạc nền tập trung nhiều vào tiếng guitar theo yêu cầu của Favreau và được thu âm với một ban nhạc rock bên cạnh dàn nhạc truyền thống. Nhạc phim có sự xuất hiện của bài hát chủ đề Iron Man kinh điển năm 1966, và biên khúc theo phong cách big band của John O'Brien và Rick Boston, một cộng tác viên lâu năm của Favreau. Nhạc phẩm nhận đánh giá tiêu cực từ giới phê bình, đặc biệt là về việc sử dụng guitar điện và những ảnh hưởng của Remote Control. Tuy nhiên phần bài hát chủ đề kinh điển được biên khúc theo cả bản gốc và bản cover hiện đại lại được đón nhận tích cực, và nhạc nền cũng giành một đề cử nhạc phim hay nhất tại lễ trao giải Grammy lần thứ 51.

## Danh sách bài
Tất cả nhạc phẩm do Ramin Djawadi sáng tác, ngoại trừ những chỗ ghi chú.
| STT | Nhan đề                     | Phổ nhạc                    | Thời lượng |
| --- | --------------------------- | --------------------------- | ---------- |
| 1.  | "Driving with the Top Down" |                             | 3:10       |
| 2.  | "Iron Man" (phiên bản 2008) | John O'Brien và Rick Boston | 1:05       |
| 3.  | "Merchant of Death"         |                             | 2:14       |
| 4.  | "Trinkets to Kill a Prince" |                             | 3:07       |
| 5.  | "Mark I"                    |                             | 3:53       |
| 6.  | "Fireman"                   |                             | 2:09       |
| 7.  | "Vacation's Over"           |                             | 3:34       |
| 8.  | "Golden Egg"                |                             | 4:12       |
| 9.  | "Damn Kid"                  | DJ Boborobo                 | 1:12       |
| 10. | "Mark II"                   |                             | 2:47       |
| 11. | "Extra Dry, Extra Olives"   |                             | 1:43       |
| 12. | "Iron Man"                  |                             | 3:30       |
| 13. | "Gulmira"                   |                             | 4:05       |
| 14. | "Are Those Bullet Holes?"   |                             | 2:00       |
| 15. | "Section 16"                |                             | 2:33       |
| 16. | "Iron Monger"               |                             | 4:45       |
| 17. | "Arc Reaktor"               |                             | 3:55       |
| 18. | "Institutionalized"         | Suicidal Tendencies         | 3:49       |
| 19. | "Iron Man" (phiên bản 1966) | Jack Urbont                 | 0:20       |

## Đón nhận

### Giải thưởng
| Năm  | Giải thưởng                               | Hạng mục                                                       | Nhạc phẩm                  | Kết quả   | Chú thích         |
| ---- | ----------------------------------------- | -------------------------------------------------------------- | -------------------------- | --------- | ----------------- |
| 2009 | Giải Grammy                               | Album nhạc nền hay nhất cho phương tiện truyền thông trực quan | Iron Man của Ramin Djawadi | Đề cử     | [ 2 ]             |
| 2009 | Giải thưởng điện ảnh và truyền hình ASCAP | Top Box Office Films                                           | Iron Man của Ramin Djawadi | Đoạt giải | [ 3 ]             |
| 2009 | Giải Sao Thổ                              | Nhạc phim hay nhất                                             | Iron Man của Ramin Djawadi | Đề cử     | [ cần dẫn nguồn ] |